# Обертсхаузен
Обертсхаузен (нем. Obertshausen) — город в Германии, в земле Гессен. Подчиняется административному округу Дармштадт. Входит в состав района Оффенбах. Население составляет 24 943 человека (на 31 декабря 2018 года). Занимает площадь 13,62 км². Официальный код — 06 4 38 010.
Город подразделяется на 2 городских района: Обертсхаузен и Хаузен. В обоих районах проживает примерно одинаковое количество жителей. Городская территория простирается на 13,7 км², из которых 7,8 км² составляют лесные и зеленые зоны и пахотные земли. Это делает Обертсхаузен самым маленьким из всех городов и муниципалитетов в районе Оффенбах.

## Города-побратимы
- Сент-Женевьев-де-Буа (Эсон) (1971) - Франция

- Лакирхен (Гмунден) (1972)- Австрия

- Каравака-де-ла-Крус (Мурсия)  - Испания

## Галерея

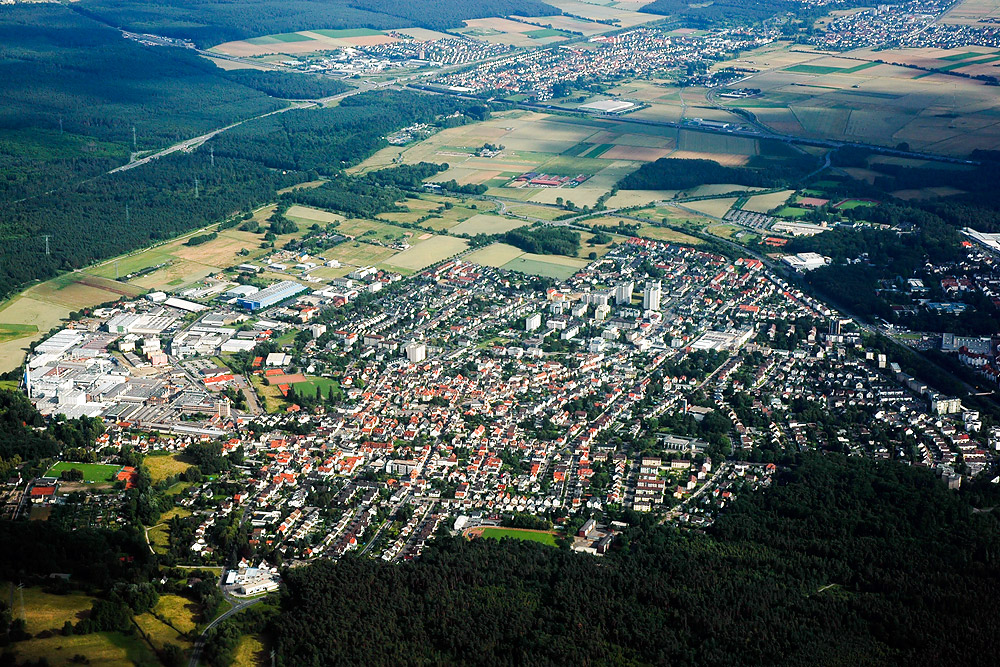
Вид на город с самолёта.
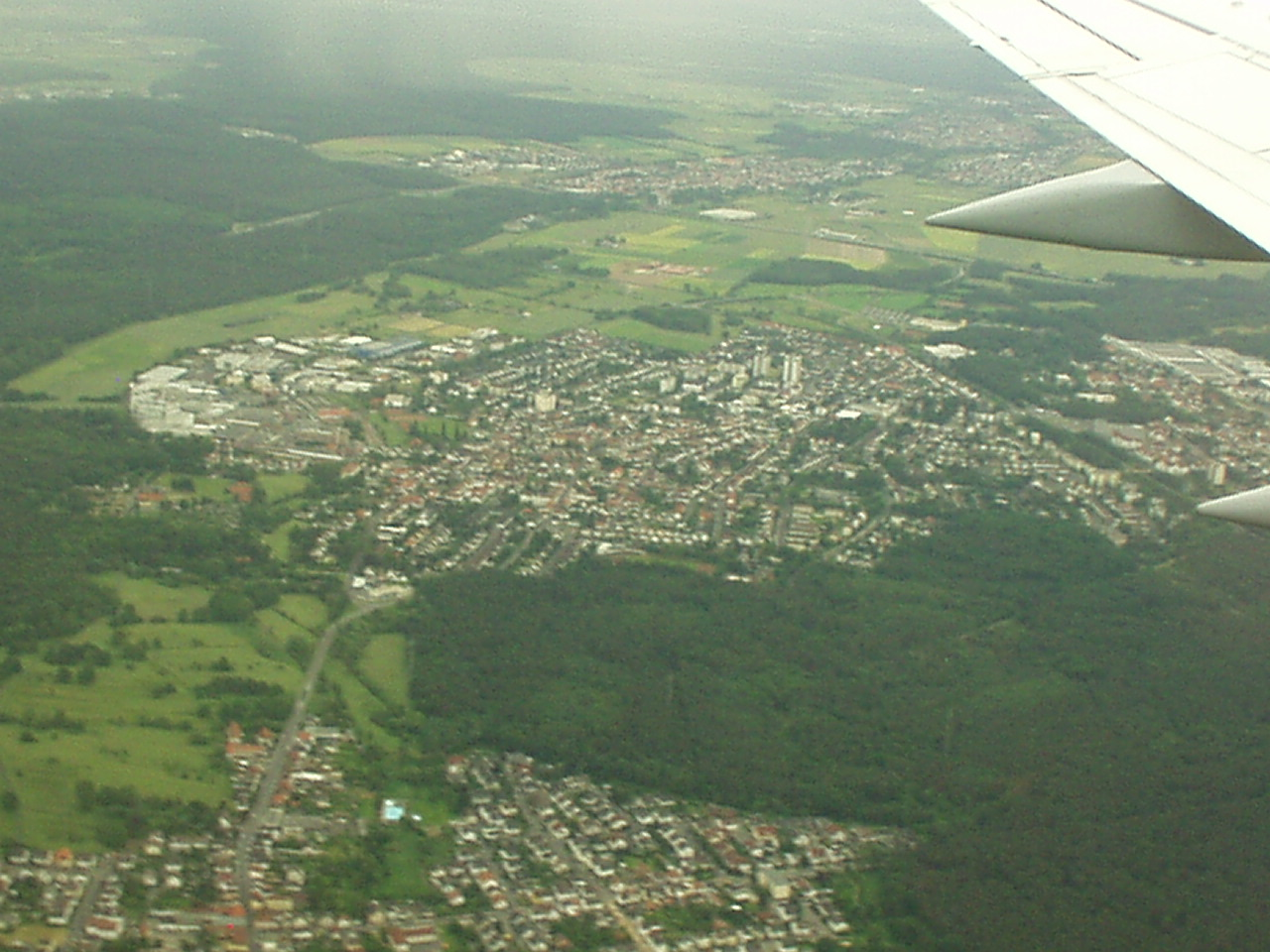
Вид на район "Хаузен".
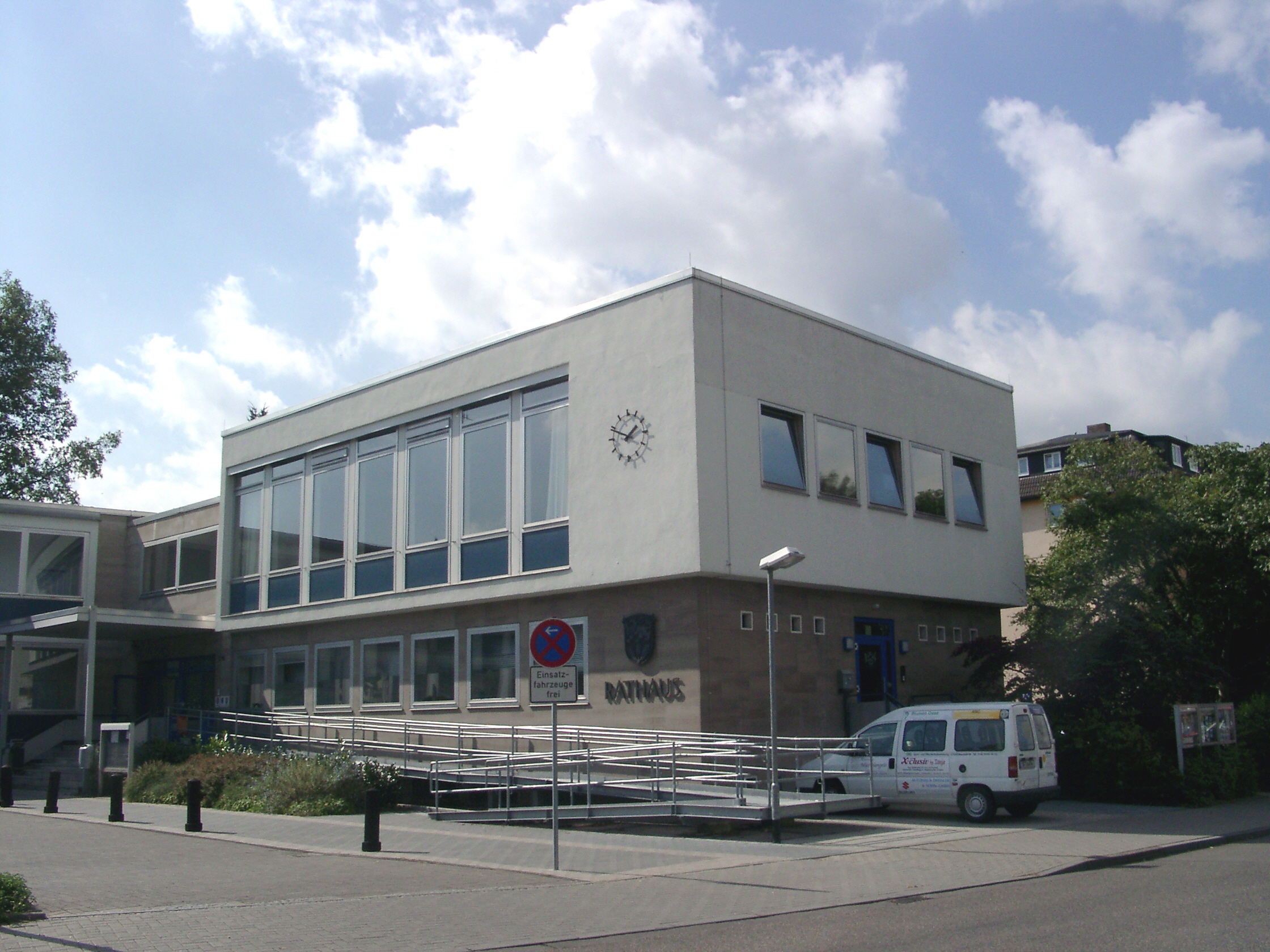
Городская рата ( Фото 2010 года)